# Trastorno del ritmo cardíaco
El trastorno del ritmo cardíaco o arritmia cardíaca se define como una variación de la frecuencia o el ritmo cardíaco que no se justifica por razones fisiológicas. Se debe a trastornos ya sea en la generación o en la propagación del impulso cardíaco a través del sistema de conducción eléctrica del corazón o una combinación de ambos.
Pueden ser cambios en la frecuencia cardíaca, tanto porque se acelere, disminuya (taquicardia o bradicardia), que no son necesariamente irregulares, sino más rápidas o más lentas. Pero muy a menudo la arritmia supone un ritmo irregular, que ocurre cuando se presentan anomalías en el marcapaso fisiológico del corazón (nódulo sinusal) o en el sistema de conducción del corazón, o por aparición de zonas marcapaso anormales (ectópicos).
Las «bradiarritmias» o trastornos lentos del ritmo cardíaco resultan de la producción inadecuada de impulsos provenientes del nodo sinusal o de un bloqueo de la propagación del impulso y pueden causar pérdida de la conciencia.
Las «taquiarritmias» o trastornos acelerados del ritmo cardíaco pueden ser de origen auricular, en este caso es posible que permitan un gasto cardíaco adecuado y son menos peligrosas que las arritmias ventriculares sostenidas, las cuales suelen producir más a menudo colapso o muerte.

## Clasificación
La clasificación de los trastornos del ritmo cardíaco se basa en distintos criterios:
- Según el mecanismo causal: trastornos en la generación del ritmo cardíaco, trastornos de la conducción del impulso eléctrico.
- Según la frecuencia del ritmo: bradiarritmias, taquiarritmias.
- Según el origen anatómico: supraventriculares, ventriculares.
- Según la morfología electrocardiográfica: de QRS angosto, de QRS ancho.

De acuerdo con esto, los trastornos del ritmo cardíaco se pueden agrupar en:
- Taquiarritmias
  - Taquiarritmias supraventriculares
    - Contracciones prematuras o Latidos cardíacos ectópicos
    - Contracción auricular prematura
    - Contracción prematura de la unión
    - Taquicardia sinusal
    - Fibrilación auricular
    - Aleteo auricular
    - Taquicardia auricular paroxística
    - Taquicardia de la unión
    - Ritmo acelerado de la unión
    - Síndrome de Wolff-Parkinson-White

  - Taquiarritmias ventriculares
    - Contracción ventricular prematura
    - Arritmias ventriculares sostenidas
    - Taquicardia ventricular
    - Fibrilación ventricular
- Bradiarritmias
  - Bradicardia sinusal
  - Síndrome del nodo enfermo
  - Bloqueo auriculoventricular

## Etiología
El ritmo cardíaco es comandado por una estructura especializada llamada nódulo sinusal; desde allí parte un impulso eléctrico que estimula la contracción de las aurículas. Este impulso eléctrico alcanza luego el nódulo auriculoventricular y se propaga por las ramas derecha e izquierda del haz de His, para provocar la contracción ventricular.
La propagación de este impulso eléctrico en una secuencia correcta es fundamental para que la contracción cardíaca se produzca cuando el corazón está lleno de sangre y, por lo tanto, el bombeo de la misma al resto del organismo sea adecuado.
Cuando el ritmo cardíaco está anormalmente acelerado (por encima de 100 latidos por minuto), con el paciente en reposo, se habla de taquicardia. Por el contrario, un ritmo cardíaco de menos de 60 latidos por minuto, constituye una bradicardia. Ni la taquicardia ni la bradicardia constituyen enfermedades por sí mismas, sino que pueden ser signos clínicos de alguna patología cardíaca subyacente.
Algunas de las causas más frecuentes de taquicardia son el abuso de estimulantes, ciertos medicamentos que producen taquicardia, sobredosis de algunas drogas, inhalación de monóxido de carbono, etc.
Entre las causas más frecuentes de bradicardia se encuentran los trastornos de la conducción, también llamados "bloqueos cardíacos".

## Cuadro clínico
El término arritmia cubre un gran número de condiciones muy diferentes. El síntoma más común de la arritmia es una conciencia anormal de latidos cardíacos, denominado palpitaciones. Pueden ser esporádicas, frecuentes o continuas. Algunas de estas arritmias son inofensivas, aunque preocupantes para los pacientes, pero muchos de ellos predisponen a resultados adversos.
Algunas arritmias no causan síntomas ni están asociadas con un aumento de la mortalidad. Sin embargo, algunas arritmias asintomáticas se asocian con eventos adversos. Los ejemplos incluyen un mayor riesgo de formación de trombos en el corazón y un mayor riesgo de un transporte sanguíneo insuficiente hacia el corazón debido a latidos débiles. Otros riesgos incluyen el embolismo, accidente cerebrovascular, insuficiencia cardíaca y muerte súbita cardiaca.
Si una arritmia tiene como resultado un latido que es demasiado rápido, demasiado lento o demasiado débil para el suministro adecuado para las demandas del cuerpo, ello puede manifestarse como una menor presión arterial y puede causar mareo o desmayos.
La evaluación médica de la anomalía mediante un electrocardiograma es la mejor forma de diagnosticar y evaluar el riesgo de cualquier arritmia.
Una taquicardia extrema puede hacer que los ventrículos se contraigan tan rápidamente que no alcancen a llenarse de sangre en cada ciclo cardíaco, con lo cual se produce un shock y finalmente un paro cardíaco o muerte súbita. 
Una bradicardia extrema hace que el volumen eyectado por el corazón sea normal, pero como los latidos son tan espaciados, la cantidad que llega a los tejidos no es suficiente para oxigenarlos, con los mismos resultados descritos anteriormente. Esto suele verse cuando el funcionamiento del nódulo sinusal no es el adecuado.
En otras ocasiones, una parte del miocardio que normalmente no tendría actividad eléctrica propia genera un impulso que se propaga al resto del corazón y dispara un "latido extra", lo cual es conocido como extrasístole y se manifiesta con un síntoma muy conocido, la sensación de un vuelco en el corazón, con una pausa compensadora posterior. Cuando son pocas y aisladas, no suelen requerir ningún tratamiento, pero siempre deberá ser el médico cardiólogo quien determine esto.

## Taquiarritmias supraventriculares
Las arritmias cardíacas de velocidad rápida pueden ser clasificadas en dos subcategorías: aquellas que producen un ritmo cardíaco anormal y las que producen un ritmo irregular. En general, las taquiarritmias supraventriculares no interfieren con la conducción inter o intraventricular del impulso cardíaco y, por lo tanto, el complejo QRS, que es generado por los ventrículos, permanece angosto. En ocasiones, las arritmias auriculares causan conducciones ventriculares aberrantes con un complejo QRS ancho, el cual puede simular una arritmia de origen ventricular.

### Taquicardias auriculares sinusales

#### Taquicardia sinusal
La taquicardia sinusal representa un evento fisiológico, como también puede ser un trastorno patológico caracterizado por un aumento del ritmo sinusal (más de 100 latidos por minuto) y suele ser consecuencia de algún otro trastorno de base. Por lo general, se suele tratar el problema que causa la taquicardia, aunque no la taquicardia en sí. Sin embargo, en algunos pacientes, tal como los que tienen una enfermedad coronaria, la taquicardia sinusal debe ser controlada para prevenir una isquemia cardíaca. En tal sentido, los agentes betabloqueantes o los antagonistas de los canales de calcio, como el verapamilo o el diltiazem, pueden ser eficaces para controlar la frecuencia cardíaca.

#### Taquicardia auricular paroxística
Tal como su nombre lo implica, es una arritmia de aparición súbita. El trastorno aparece con frecuencia en pacientes con latidos cardíacos normales y se caracteriza por una frecuencia cardíaca entre 150 y 250 latidos por minuto. El electrocardiograma muestra ausencia de ondas P por estar éstas cubiertas por el complejo QRS o por la onda T. El tratamiento debe ocurrir en un ambiente no ruidoso y el paciente en una postura cómoda para reducir la posibilidad de una descarga simpática. 
En vista de que la mayoría de los episodios de taquicardia auricular paroxística son causa de reentrada eléctrica alrededor del nodo auriculoventricular, el tratamiento se enfoca a aumentar el tono vagal. Las maniobras mecánicas, como el masaje carotídeo y la maniobra de Valsalva, se usan con frecuencia para terminar la arritmia. La terapia médica incluye la administración intravenosa de verapamilo, esmolol, digoxina o adenosina.

#### Flutter auricular con conducción constante
Por lo general, el aleteo auricular de conducción constante ocurre en pacientes con antecedentes de enfermedad cardíaca, incluyendo enfermedad coronaria, pericarditis, enfermedad valvular y cardiomiopatía. El fluter auricular se caracteriza por un ritmo auricular de 240 a 400 por minuto y suele ser conducido al ventrículo con un bloqueo, de tal manera que el ritmo ventricular es una fracción de la auricular. El ECG produce un patrón clásico en "sierra dentada". 
Aun cuando la terapia intravenosa con digoxina, esmolol o verapamilo suele ser efectiva en la conversión del ritmo a la normalidad, tal conversión ocurre con menos frecuencia que con una taquicardia paroxística. Estos medicamentos pueden lograr una disminución de la taquicardia ventricular, después de lo cual se administran otros medicamentos como antiarrítmicos, como la quinidina, para restaurar el ritmo sinusal.

### Taquicardias auriculares irregulares

#### Fibrilación auricular
La fibrilación auricular (FA) es una arritmia en la que no hay una secuencia de contracciones de la aurícula, sino múltiples orígenes de despolarización descontrolada que envían un gran número de impulsos erráticos en dirección del nodo auriculoventricular (AV). Los impulsos irregulares producen una respuesta ventricular irregular, en la que la frecuencia cardíaca dependerá del número de impulsos que logran ser conducidos a través del nódulo AV. Las causas de una fibrilación auricular son numerosas, incluyendo estrés, fiebre, ingesta excesiva de licor, hipovolemia, pericarditis, infarto agudo de miocardio, tirotoxicosis y tromboembolismo pulmonar.
Si el paciente con FA se encuentra hemodinámicamente inestable, aparece angina de pecho o empeora una preexistente insuficiencia cardíaca. Está indicada la cardioversión inmediata. Si el paciente está estable, el enfoque se centra en controlar la respuesta ventricular mientras se trata al mismo tiempo la causa de la FA. Los medicamentos más usados son la digoxina, verapamilo, diltiazem y esmolol. Una vez que se normaliza la respuesta ventricular, la cardioversión puede ocurrir de manera espontánea o bien puede lograrse con la administración de quinidina o por cardioversión por corriente directa.
Si los medicamentos no son efectivos, el fluter auricular mejora al pasar el tiempo o bien puede convertirse en una fibrilación auricular.

#### Taquicardia auricular multifocal
En este tipo de arritmia, la contracción auricular es sincronizada, pero la contracción es estimulada por diferentes orígenes eléctricos en la aurícula y no del nódulo sinusal. En la mayoría de los casos el paciente tiene un antecedente de enfermedad pulmonar severa. El ECG muestras ondas P de diversas configuraciones producto de los múltiples orígenes de impulsos y los intervalos R-R también suelen ser de diferentes amplitudes. El tratamiento de la taquicardia auricular multifocal se dirige principalmente a mejorar la oxigenación del individuo, mejorando la ventilación y la mecánica respiratoria. De fallar, se emplean medicamentos como el verapamilo para mejorar la frecuencia cardíaca. 

#### Flutter auricular de conducción irregular
Si el FA se produce por conducción de un bloqueo variante, el ritmo resultará ser irregular. Este tipo de arritmia se trata de la misma manera que un flutter con un bloqueo constante.

## Bradiarritmias
Los trastornos lentos de la conducción ocurren cuando la generación del impulso a nivel del nódulo sinusal es retardado o cuando los impulsos normales no logran ser conducidos a los ventrículos por trastornos de la conducción, que suelen llamarse también "bloqueos cardíacos" y pueden producirse a nivel de cualquiera de las estructuras mencionadas al principio. Evidentemente, un bloqueo a nivel del nódulo sinoauricular es extremadamente grave, ya que impide que el impulso eléctrico generado en el nódulo sinusal estimule la contracción de los ventrículos y, por consiguiente, el bombeo de sangre al resto del organismo. El bloqueo a nivel de las ramas del haz de His, no suele tener consecuencias graves.
Por lo general las bradiarritmias solo llegan a ser de preocupación cuando causan síntomas, principalmente desmayo por una reducción en el gasto cardíaco producido por una frecuencia cardíaca lenta.

### Bradicardia sinusal
La bradicardia sinusal puede ser un fenómeno normal en respuesta a un acondicionamiento cardiovascular como en el caso de ciertos atletas. En tales casos la arritmia es un hallazgo fisiológico y no requiere tratamiento. Sin embargo, en la bradicardia sinusal extrema por disfunción del nódulo sinusal puede llegar a ser problemático para la salud del sujeto.
El tratamiento suele ser a base de atropina para aumentar la frecuencia cardíaca. La terapia definitiva para las bradicardias sintomáticas es la implantación de un marcapasos cardíaco.

### Pausa sinusal
Las pausas en un ritmo cardíaco sinusal es una arritmia causada por incapacidad del nodo sinusal para generar un impulso a tiempo. Tales pausas suelen durar por varios segundos y pueden causar que el paciente se desmaye. El tratamiento definitivo es la implantación de un marcapasos.

### Bloqueo AV
Un bloqueo auriculoventricular se caracteriza por una falla en la conducción de todos los impulsos generados por el nodo auricular, de manera que no son todas conducidas a los ventrículos.

#### Bloqueo AV de 2º grado tipo Mobitz I
En el bloqueo AV tipo Mobitz I (mecanismo de Wenckeback), hay una prolongación progresiva en el intervalo P-R hasta que la onda P generada no se conduce a los ventrículos. Por lo general ocurre a nivel del nódulo AV y muy rara vez produce sintomatología.

#### Bloqueo AV de 2º grado tipo Mobitz II
En el bloqueo AV tipo Mobitz II, no hay propagación del intervalo P-R previo a la ausencia del latido. A menudo la conducción tiene una tasa de 2 auriculares por cada ventricular. Este tipo de bloqueo puede ocurrir a nivel del nódulo AV o del sistema de fibras His-Purkinje.

#### Bloqueo total
En un bloqueo cardíaco total, no hay impulsos conducidos y la frecuencia ventricular depende solo de despolarizaciones ventriculares espontáneas. En este tipo de bloqueo se suele ver una característica frecuencia cardíaca de 25-40 lpm.
La atropina y el isoproterenol son los medicamentos que se suelen indicar para temporalmente aumentar la respuesta ventricular. De fallar con estos medicamentos, se indica el marcapasos trascutáneo o un marcapasos permanente.

## Taquiarritmias ventriculares

### Contracción ventricular prematura
Una extrasístole es una contracción ventricular prematura (CVP), la despolarización ocurre en los ventrículos sin pasar por el sistema His-Purkinje, de manera que el ECG muestra una configuración QRS amplia e irregular. Por lo general no se afecta la despolarización de los ventrículos, la cual procede de manera normal y en disociación con la extrasístole. De manera que el siguiente latido ocurre al mismo tiempo que hubiera ocurrido de no haber la presencia de una CVP. De manera que una extrasístole se acompaña de una pausa compensatoria. La onda P se esconde detrás del complejo QRS errático. La mayoría de las extrasístoles son benignas y no suelen ser tratadas médicamente.

### Taquicardia ventricular
Este es un ritmo irregular que ocurre de manera paroxística y excede los 120 lpm. Durante la taquicardia ventricular se disrumpe la relajación cardíaca, por lo que, conjuntamente con un asincronía del nodo AV y la falta de coordinación del sistema His-Purkinje, conlleva a una reducción importante del gasto cardíaco e hipotensión arterial. La taquicardia ventricular sostenida suele ser una arritmia que compromete la vida del paciente porque puede degenerar y producir una fibrilación ventricular fatal.
El complejo QRS suele ser amplio en la taquicardia ventricular y a menudo tiene una forma irregular porque la arritmia no usa el sistema de conducción cardíaco regular. En vista de que los ventrículos operan independientemente de las aurículas, no se aprecia una relación constante entre la onda P y el complejo QRS. Dicho complejo QRS puede tener una sola forma (ser monomórfico) o tener varias formas a lo largo del trazo del ECG (ser polimórfico). Cuando se asocia a un intervalo Q-T prolongado se denomina «torsades de pointes».
El tratamiento suele requerir la cardioversión de manera urgente, por lo general precedido de la administración de lidocaína, bretilio o procainamida.

### Fibrilación ventricular
La fibrilación ventricular (FV) es una emergencia médica caracterizada por un descontrol en la contracción de los ventrículos; por lo tanto, no se produce un gasto cardíaco efectivo. La fibrilación ventricular es una forma de parada cardíaca que conlleva a la muerte inminente del sujeto a menos que se logre restablecer de inmediato un ritmo cardíaco efectivo. La reanimación cardiopulmonar está indicada en todo sujeto con FV, incluyendo la respiración mecánica, compresión cardíaca y tratamiento con fármacos y eléctrico.

## Tratamiento
Todo trastorno del ritmo o de la conducción requiere de la consulta con un médico cardiólogo. En algunos casos el problema se resuelve con medicación y en otros podrá ser necesario implantar un marcapasos, de los cuales hay varios tipos, según el problema que se busque resolver. En otros casos, procedimientos quirúrgicos a corazón abierto o mediante cateterismo cardíaco son los que aportan una solución al problema.
Los antiarrítmicos usados para el tratamiento médico pueden ser clasificados sobre la base de su mecanismo de acción.
| Clase                            | Nombre genérico | Mecanismo de acción                                                                           | Posibles efectos adversos |
| -------------------------------- | --------------- | --------------------------------------------------------------------------------------------- | --- |
| Bloqueador de canales de sodio   | Quinidina       | Tipo Ia: Inhibe la corriente rápida interna, prolonga la repolarización.                      | - Proarritmia - Diarrea (Quinidina) - Síndrome lúpico (especialmente la procainamida) - Insuficiencia cardíaca (disopiramida)    |
| Bloqueador de canales de sodio   | Procainamida    | Tipo Ia: Inhibe la corriente rápida interna, prolonga la repolarización.                      | - Proarritmia - Diarrea (Quinidina) - Síndrome lúpico (especialmente la procainamida) - Insuficiencia cardíaca (disopiramida)    |
| Bloqueador de canales de sodio   | Disopiramida    | Tipo Ia: Inhibe la corriente rápida interna, prolonga la repolarización.                      | - Proarritmia - Diarrea (Quinidina) - Síndrome lúpico (especialmente la procainamida) - Insuficiencia cardíaca (disopiramida)    |
| Bloqueador de canales de sodio   | Lidocaína       | Tipo Ib: Inhibe la corriente rápida interna, acelera la repolarización                        | - Proarritmia - Efecto sobre el Sistema Nervioso Central - Neutropenia (especialmente la Mexiletina)                             |
| Bloqueador de canales de sodio   | Tocainida       | Tipo Ib: Inhibe la corriente rápida interna, acelera la repolarización                        | - Proarritmia - Efecto sobre el Sistema Nervioso Central - Neutropenia (especialmente la Mexiletina)                             |
| Bloqueador de canales de sodio   | Mexiletina      | Tipo Ib: Inhibe la corriente rápida interna, acelera la repolarización                        | - Proarritmia - Efecto sobre el Sistema Nervioso Central - Neutropenia (especialmente la Mexiletina)                             |
| Bloqueador de canales de sodio   | Fenitoína       | Tipo Ib: Inhibe la corriente rápida interna, acelera la repolarización                        | - Proarritmia - Efecto sobre el Sistema Nervioso Central - Neutropenia (especialmente la Mexiletina)                             |
| Bloqueador de canales de sodio   | Flecainida      | Tipo Ic: Inhibe la corriente rápida interna, poco efecto sobre la repolarización              | - Proarritmia - Insuficiencia cardíaca (especialmente la Flecainida)                                                             |
| Bloqueador de canales de sodio   | Encainida       | Tipo Ic: Inhibe la corriente rápida interna, poco efecto sobre la repolarización              | - Proarritmia - Insuficiencia cardíaca (especialmente la Flecainida)                                                             |
| Betabloqueador                   | Propranolol     | Tipo II: Acelera la repolarización, reduce la isquemia y reduce la arritmogenicidad simpática | - Bradicardia - Broncoespasmo (Propranolol) - Insuficiencia cardíaca                                                             |
| Betabloqueador                   | Acebutolol      | Tipo II: Acelera la repolarización, reduce la isquemia y reduce la arritmogenicidad simpática | - Bradicardia - Broncoespasmo (Propranolol) - Insuficiencia cardíaca                                                             |
| Bloqueador de canales de potasio | Amiodarona      | Tipo III: Prolonga la duración del potencial de acción                                        | - Fibrosis pulmonar - Hipertiroidismo o hipotiroidismo (Amiodarona) - Hipotensión ortostática (Bretilio) - Proarritmia (Sotalol) |
| Bloqueador de canales de potasio | Bretilio        | Tipo III: Prolonga la duración del potencial de acción                                        | - Fibrosis pulmonar - Hipertiroidismo o hipotiroidismo (Amiodarona) - Hipotensión ortostática (Bretilio) - Proarritmia (Sotalol) |
| Bloqueador de canales de potasio | Sotalol         | Tipo III: Prolonga la duración del potencial de acción                                        | - Fibrosis pulmonar - Hipertiroidismo o hipotiroidismo (Amiodarona) - Hipotensión ortostática (Bretilio) - Proarritmia (Sotalol) |
| Bloqueador de canales de calcio  | Verapamilo      | Tipo IV: Reduce la corriente lenta interna                                                    | - Bradicardia |